# Дубровин, Борис Саввович
Борис Саввович Дубровин (настоящая фамилия Галл, отчество в некоторых источниках Саввич; 24 мая 1926 — 25 июня 2020) — советский поэт-песенник и писатель. Участник Великой Отечественной войны.

## Биография
Родился в Москве в 1926 году. Отец — Савва Семенович Галл родом из Умани, мама — Эсфирь Абелевна Хазан — из Пинщины (Белоруссия). Отец был в юности типографским рабочим. Дедушка был церковным сторожем. В семье Галлов было двое детей — Савва и его младшая сестра. В 1936 году, когда ему не было 10 лет, отца арестовали как врага народа, а маму через некоторое время арестовали за то, что она не донесла на врага народа. Отец погиб в тюрьме, затем его реабилитировали. Мама — врач, отсидела 6 лет, вышла из лагерей инвалидом. Её реабилитировали.
Борис окончил школу, во время войны работал токарем на оборонном заводе, затем ушёл добровольцем в пехоту. С февраля 1944 — автоматчик в 95-м стрелковом полку. С июля того же года — воздушный стрелок, затем механик в 57-м бомбардировочном авиаполку 221-й авиадивизии 16-й воздушной армии 1-го Белорусского фронта. Участвовал в Белорусской, Висло-Одерской, Варшавско-Познанской, Восточно-Прусской, Берлинской операциях. Уволен в запас в 1945 году в звании старшего сержанта. Награждён орденом и медалями.
Литературной работой занимался с 1946 года. Первая книга «На первом рубеже» вышла в 1955 году. Окончил Литературный институт имени А. М. Горького (1958). Член Союза писателей СССР (1957).
Лауреат всесоюзных и всероссийских литературных, музыкальных и телевизионных конкурсов, а также международных конкурсов — награды получены за стихи к песням. Литературная премия имени Константина Симонова вручена в 2015 году за несколько последних книг. Победил во Всесоюзном конкурсе на лучшее патриотическое произведение, организованном ДОСААФ — стал дипломантом литературной премии Министерства обороны СССР (1972). На музыкальных конкурсах, а их было множество, получал премии с композиторами. Он обладатель Золотой медали Сергея Павловича Королева за стихи о космонавтике, серебряной медали П. И. Чайковского, лауреат республиканской премии Туркменской ССР за книгу «Дыхание границы» (1957).
Скончался 25 июня 2020 года. Похоронен на Троекуровском кладбище.

## Работы

### Популярные песни на стихи Дубровина
- «Любви негромкие слова» (муз. В. Шаинского) — исп. Анна Герман, Муслим Магомаев, Галина Улётова
- «Расстрелянный вагон» (муз. Л. Лядова) — исп. АПП МВО, солист Евгений Устин
- «Земляника» (песня пограничника) (муз. Т.Смирновой).
- «Колокольчик вековой» (муз. Д. Тухманова) — исп. Нина Матвеева (ВИА «Надежда»), Иосиф Кобзон
- «Девочка с мальчиком» (муз. Ю. Саульского) — исп. Валентина Толкунова
- «Вся жизнь в тебе» (муз. М. Чуева) — исп. Геннадий Белов
- «Две копейки» (муз. Д. Тухманова) — исп. Александр Барыкин
- «Спешу» (муз. А. Хаславского) — исп. ВИА «Здравствуй, песня»
- «Подбитая птица» (муз. Вадим Андреев) — исп. Ян Осин
- «Карнавал» (муз. Б. Киселёва) — исп. Тынис Мяги
- «Маленькая Москва» (муз. А. Барыкина) — исп. Александр Барыкин (гр. «Карнавал»)
- «Возвращение» (муз. О. Фельцмана) — исп. Иосиф Кобзон
- «Долина света» (муз. Л. Квинт) — исп. Ольга Кормухина
- «Я в сторонке постою» (муз. В. Шаинского) — исп. Анне Вески
- «Офицерский марш» (Д. Тухманов) — исп. Иосиф Кобзон
- «Колечко» (муз. Л. Квинт) — исп. Ксения Георгиади
- «Спасибо вам, солдаты» (муз. И. Катаева) — исп. Галина Улётова
- «Забайкалье не забудем» (муз. А. Хаславского) — исп. Иосиф Кобзон
- «В городе Ноябрьске» (муз. О. Фельцмана) — исп. Валентина Толкунова
- «Дождь идёт» (муз. Д. Оливьери) — исп. Майя Кристалинская
- «Зачем Вы лето обошли» (муз. Д. Тухманова) — исп. Сергей Захаров, Иосиф Кобзон
- «Всем улыбка идёт» (муз. Т. Корганова) — исп. Олег Анофриев
- «Голос твой» (муз. А. Барыкина) — исп. Александр Барыкин (гр. «Карнавал»)
- «Я больше не буду» (муз. В. Шаинского)
- «Царевна» (муз. Д. Тухманова) — исп. Валерий Ярушин и Борис Каплун (ВИА «Ариэль»)
- «Прошёл всего лишь год» (муз. А. Барыкина) — исп. Александр Барыкин (гр. «Карнавал»)
- «Добро» (муз. М. Чуева) — исп. Геннадий Белов
- «Вольному — воля» (муз. А. Хаславского) — исп. Николай Гнатюк
- «Запомни меня» (муз. И. Крутого) — исп. Лайма Вайкуле
- «На Дерибассовской» (муз. О. Фельцмана) — исп. Иосиф Кобзон
- «Это ты, моя Россия» (муз. В. Калистратова) — исп. Анна Литвиненко
- «Я обнимаю тебя» (муз. А. Барыкина) — исп. Александр Барыкин (гр. «Карнавал»)
- «Балалаечник» (муз. С. Томина) — исп. Эдуард Хиль
- «Игра в четыре руки» (муз. Д. Тухманова) — исп. Вадим Азарх и Анастасия Стоцкая
- «Твой взгляд» (муз. А. Киселёва) — исп. ВИА «Добры молодцы»
- «Попугай» (муз. А. Хаславского)
- «В этом доме» (муз. А. Зубкова) — исп. Игорь Иванов
- «Осенний парк» (муз. А. Барыкина) — исп. Александр Барыкин (гр. «Карнавал»)
- «Будь, женщина, уверена в себе» (муз. Б. Терентьева) — исп. Майя Кристалинская
- «Дон Жуан» (муз. О. Фельцмана) — исп. Вячеслав Ольховский
- «Там, где мы встречались» (муз. Б. Дубровина) — исп. Вячеслав Ольховский
- «Нет, я не та» (муз. Е. Ширяева) — исп. Екатерина Шаврина
- «Песня о мире» (муз. А. Барыкина) — исп. Александр Барыкин (гр. «Карнавал»)
- «Мне всё напоминает о тебе» (муз. В. Белянина) — исп. дуэт — Маргарита Суворова и Валерий Белянин
- «Звёздный городок» (муз. А. Флярковского) — исп. Лев Лещенко
- «От печали до радости» (муз. Ю. Антонова) — исп. Юрий Антонов
- «Танго в дискотеке» (муз. О. Фельцмана) — исп. Валентина Толкунова и Леонид Серебренников
- «Две берёзы» (муз. А. Хаславского) — исп. Галина Шевелёва и Сергей Мазаев (ВИА «Здравствуй, песня»)
- «Пути солдатские» (муз. Б. Александрова) — исп. Иван Букреев и Эдуард Лабковский
- «Ангел мой крылатый» (муз. Л. Квинт — сл. Ф. Петрарки, пер. Б. Дубровина) — исп. Валерий Леонтьев
- «Броненосец „Потёмкин“» (муз. Д. Тухманова) — исп. Лев Лещенко
- «Жить без дружбы людям невозможно» (муз. В. Чернякова) — исп. Катя Огонёк
- «Вот и лето пришло» (муз. А. Хаславского) — исп. Эдита Пьеха
- «Это глаза твои» (муз. Г. Островского) — исп. Заур Тутов
- «Домой, домой» (муз. О. Фельцмана) — исп. дуэт — Валентина Толкунова и Леонид Серебренников
- «Океан» (муз. А. Барыкина) — исп. Александр Барыкин (гр. «Карнавал»)
- «Аджимушкай» (муз. В. Шаинского) — исп. Сергей Захаров
- «Совершенно секретно» (муз. Д. Тухманова) — исп. ВИА «Каскад»
- «Вальс для вас» (муз. М. Кажлаева) — исп. Нани Брегвадзе
- «Ухожу» (муз. А. Хаславского) — исп. ВИА «Здравствуй, песня»
- «Твоя рука» (муз. А. Корчинского) — исп. Николай Караченцов
- «Была любовь» (муз. Е. Птичкина) — исп. Сергей Захаров
- «Твоя улыбка» (муз. О. Бескровного) — исп. Азиза
- «Вся жизнь моя» (муз. О. Фельцмана) — исп. Андрей Миронов
- «Летняя гроза» (муз. В. Гордеева)
- «Жить привыкаю без тебя» (муз. С. Ухналёва) — исп. Олег Ухналёв
- «Только ты» (муз. М. Кажлаева) — исп. Лариса Долина
- «Доброта» (муз. В. Мигули) — исп. дуэт — Валентина Толкунова и Владимир Мигуля, Ольга Воронец
- «Звонок, звонок» (муз. А. Хаславского) — исп. Галина Шевелёва (ВИА «Здравствуй, песня»)
- «Я хочу всю жизнь начать с начала» (муз. О. Фельцмана) — исп. Эдита Пьеха
- «Смешной человечек» (муз. Е. Щекалёва) — исп. Маргарита Суворова
- «Не позабудь» (муз. А. Корчинского)
- «Признание» (муз. С. Туликова) — исп. Сергей Захаров
- «Две звезды» (муз. В. Шаинского) — исп. Владимир Шаинский
- «Лепестки в снегу» (муз. А. Хаславского) — исп. ВИА «Здравствуй, песня»
- «Я серёжку потеряла» — (муз. Валерия Белянина) — исп. Ирина Сурина, 2011 г. (недоступная ссылка)
- «Не уходи» (муз. И. Крутого) — исп. Александр Буйнов
- «Песня о Москве» (муз. Д. Тухманова) — исп. Галина Ненашева
- «Колыбельная» (муз. О. Фельцмана) — исп. Иосиф Кобзон
- «Всё жду и жду ответа» (муз. Д. Тухманова) — исп. Татьяна Анциферова
- «Между прочим» (муз. Ю. Якушева) — исп. Николай Караченцов
- «Я пишу тебе каждую ночь» — исп. Валерий Белянин (муз. В. Белянина) 1995 г. (недоступная ссылка)
- «Мне все напоминает о тебе» — исп. Маргарита Суворова и Валерий Белянин (муз. В. Белянина) 1994 г. (недоступная ссылка)
- «Русские» (муз. С. Болотникова и С. Волкогонова) — исп. группа «Санкт-Петербург — 2», лауреат фестиваля Песня-89
- «Гранит» (муз. С. Васильева) — исп. группа «Земляне»
- «Клоун» (муз. И. Романова) — исп. группа «Земляне»
- «Друг другу мы необходимы» (муз. И. Романова) — исп. группа «Земляне»
- «Путь домой» (муз. В. Киселёва) — исп. группа «Земляне»
- «О годах забывая» (муз. С. Колмановский) - исп. Владимир Трошин
- «Малиновый закат» (муз. Т. Марковй) — исп. Татьяна Маркова
- «Вспоминай» (муз. Т. Марковой) — исп. Татьяна Маркова
- «Всё так просто» (муз. Т. Марковой) — исп. Татьяна Маркова
- «Ты цветы мне подари» (муз. Т. Марковой) — исп. Татьяна Маркова
- «Там, за речкой голубою» (муз. Т. Марковой) — исп. Татьяна Маркова
- «Сирень, дурман-цветы» (муз. Т. Марковой) — исп. Татьяна Маркова
- «Полыхали розы» (муз. Т. Марковой) — исп. Татьяна Маркова
- «Вино любви» (муз. Т. Марковой) — исп. Татьяна Маркова
- «Плакучая ива» (муз. Т. Марковой) — исп. Татьяна Маркова
- «Синеокая» (муз. Т. Марковой) — исп. Татьяна Маркова
- «Забудь» (муз. Т. Марковой) — исп. Татьяна Маркова
- «Неудача» (муз. Т. Марковой) — исп. Татьяна Маркова
- «В последний раз» (муз. А. Укупника) — исп. Аким Салбиев
- «Ласточки» (муз. С. Тихонова) — исп. Аким Салбиев
- «Прикосновение» (муз. М. Поэля) — исп. Аким Салбиев
- «Клёны» (муз. М. Поэля) — исп. Аким Салбиев
- «Будем вдвоём» (А. Кухаренко) — исп. Аким Салбиев
- «Коварная обманщица» (муз. Т. Марковой) — исп. Аким Салбиев
- «Рабочий квартал» (муз. А. Хаславского) — исп. Аким Салбиев
- «Поздняя весна» (муз. А. Хаславского) — исп. Аким Салбиев
- «Вернись» (муз. М. Поэля) — исп. Аким Салбиев
- «Струны нервов» (муз. В. Шаинского) — исп. Аким Салбиев

### Поэзия
- На первом рубеже: Стихи. М., 1955
- Окрылённые бойцы: Книга стихов. М., 1956
- Тревожная группа: Лирика. М., 1957
- Ветер мужества: Стихи. М., 1962
- Дыхание границы: Стихи и поэма. Ашхабад, 1962
- Провожает Земля: Лирика. М., 1962
- Сердца, неведомые миру: Стихи. М., 1964
- Слова негромкие любви: Стихи. М., 1965 (Поэтическая Россия)
- Четвёртая жизнь: Стихи. М., 1965 (Библиотечка журнала «Советский воин»)
- Лирика. Казань, 1966
- Океанская земля: Лирика. М., 1966
- Когда не могут без тебя: Книга стихов. М., 1969
- Русские самоцветы: Стихи. М., 1969
- Всего лишь день: Лирика. М., 1970
- Скрытая нежность: Стихи. М., 1970
- Наперекор разлуке: Стихи. Баку, 1973
- Никогда, никогда не расставаться: Стихи. М., 1974 (Библиотечка журнала «Пограничник»)
- Разлуки и встречи: Стихи. М., 1976
- Самое дорогое: Стихи. М., 1979
- Запомни: Стихи. М., 1982 (Новинки «Современника»)

### Проза
- Цветение: Документальная повесть. М., 1961
- Конец безмолвию: Повесть. М., 1962
- Почему в Кара-Кумы?: Повесть. М., 1963
- Стой, мгновенье (Рассказы); Счастье первой тропы: Повесть. М., 1964
- Позывные, летящие в ночь: Рассказы. М., 1965 (Прочти, товарищ!)
- О годах забывая: Повести. М., 1973